# José Terrón
José Terrón (Madrid, 5 luglio 1939 – Benidorm, 12 maggio 2019) è stato un attore spagnolo.

## Biografia
Attore attivo specialmente nel genere spaghetti western, ha preso parte ai film di Sergio Leone Per qualche dollaro in più e Il buono, il brutto, il cattivo.

## Filmografia parziale
- El Cid, regia di Anthony Mann (1961)
- La caduta dell'Impero romano (The Fall of the Roman Empire), regia di Anthony Mann (1964)
- Il circo e la sua grande avventura (Circus World), regia di Henry Hathaway (1964)
- Per qualche dollaro in più, regia di Sergio Leone (1965)
- Django, regia di Sergio Corbucci (1966)
- Arizona Colt, regia di Michele Lupo (1966)
- Navajo Joe, regia di Sergio Corbucci (1966)
- Il buono, il brutto, il cattivo, regia di Sergio Leone (1966)
- Da uomo a uomo, regia di Giulio Petroni (1967)
- Dio perdona... io no!, regia di Giuseppe Colizzi (1967)
- 15 forche per un assassino, regia di Nunzio Malasomma (1967)
- Lo voglio morto, regia di Paolo Bianchini (1968)
- Shalako, regia di Edward Dmytryk (1968)
- Il pistolero dell'Ave Maria, regia di Ferdinando Baldi (1969)